# Marge Simpson
Marjorie Jacqueline "Marge" Bouvier, coniugata Simpson, meglio conosciuta come Marge Simpson, è un personaggio immaginario ed è la protagonista femminile della serie cartoon I Simpson.
Marge è la bella matriarca della famiglia Simpson, moglie di Homer Simpson e madre di Bart, Lisa e Maggie, oltre che sorella minore di Patty e Selma Bouvier e figlia di Jacqueline Gurney e Clancy Bouvier. Marge è la forza moralistica della sua famiglia e spesso fornisce una voce fondamentale nel mezzo delle buffonate della sua famiglia cercando di mantenere l'ordine nella famiglia Simpson. Il suo personaggio ricalca lo stereotipo della moglie e madre americana: è generalmente molto gentile, amorevole, fiduciosa, paziente, comprensiva e dedita alla casa ed alla famiglia. Nonostante la sua attività di casalinga, ha avuto diverse esperienze di rilievo. La doppiatrice della serie originale è Julie Kavner, mentre la voce italiana è stata fino alla 22ª stagione di Liù Bosisio, mentre successivamente la voce del personaggio è di Sonia Scotti.
Apparve per la prima volta, insieme al resto della sua famiglia, in The Tracey Ullman Show, nel corto "Good Night" il 19 aprile 1987. Marge è stata creata e disegnata dal fumettista Matt Groening mentre era in attesa nell'ufficio di James L. Brooks. Groening era stato chiamato a creare una serie di cortometraggi basati sul fumetto Life in Hell, ma invece decise di creare un nuovo gruppo di personaggi. La denominazione del personaggio deriva dal nome della madre del creatore: Margaret "Marge" Groening. Dopo essere apparsa sul Tracey Ullman Show per tre anni, la famiglia Simpson ebbe una propria serie su Fox, che ha debuttato il 17 dicembre 1989.
A Julie Kavner, che era un membro del cast originale del The Tracey Ullman Show, è stato chiesto di doppiare Marge in modo che non sarebbero state necessarie altre doppiatrici. Kavner ha vinto numerosi premi per aver doppiato Marge, tra cui un Emmy Award come miglior doppiaggio nel 1992. Nel 2000, Marge, insieme al resto della sua famiglia, ha ricevuto una stella sulla Hollywood Walk of Fame.

## Ruolo neI Simpson
Marge Simpson è la tipica madre da sitcom, spesso si dimostra ingenua e credulona, ma anche amorevole, perbenista e molto giudiziosa e protettiva nei confronti dei figli.
La donna trascorre la maggior parte del suo tempo facendo lavori domestici, badando a Maggie, dando consigli a Lisa, e a disciplinare Bart oltre a difenderlo dall'ira di Homer. Nonostante questo, durante la serie ha avuto qualche piccolo problema con l'alcool, il gioco d'azzardo e la giustizia (è stata in carcere per furto) ma si è trattato solo di eventi sporadici, che comunque nella serie non intaccano la sua buona reputazione. In una puntata dell'ottava stagione, viene rivelato che Marge è stata in carcere tre volte.
Politicamente, la donna generalmente è in sintonia con il Partito Democratico (in una puntata afferma di aver votato due volte per Jimmy Carter e in un'altra sostiene la governatrice democratica dello Stato in cui si trova Springfield, Mary Bailey, contro il signor Burns), come la figlia Lisa, con cui ha un rapporto profondo, dovuto anche alle loro somiglianze caratteriali, anche se rispetto a lei Marge appare più moralista e conservatrice. Nell'episodio Homer il Max-imo quest'ultima ha la "fortuna" di condividere un ballo col Presidente Bill Clinton (era in carica al momento dell'uscita dell'episodio). Marge va molto d'accordo anche con Bart (che soprannomina Il mio ometto tutto speciale) e lo aiuta spesso quando si caccia nei guai. Nonostante sia caratterialmente molto diversa da Homer, Marge ama molto il marito (a volte lo chiama Papino), che ha conosciuto al liceo, e riesce sempre a risolvere e superare le varie crisi matrimoniali che affronta con lui.
Marge è l'unico membro della famiglia Simpson che dà importanza alla chiesa (tanto da trascinare, spesso contro la loro volontà, il marito ed i figli in chiesa la domenica mattina), è un'attivista convinta, coinvolta nelle cause più disparate (in una puntata riesce a far sospendere lo show Grattachecca e Fichetto, da lei considerato troppo violento, e in un'altra intenta una causa contro la ditta produttrice di zucchero "Garth Amore di Mamma", perché responsabile dell'obesità dei suoi concittadini). Ha notevoli capacità atletiche (in una puntata riesce a diventare poliziotta, per poi rinunciare alla divisa a causa della palese corruzione del commissario e dei suoi uomini) e conosce perfettamente la lingua francese. In alcune occasioni mostra un profondo amore per l'arte e la musica classica. Non sopporta le seconde strofe delle canzoni di Natale. In alcune puntate manifesta convinzioni religiose molto marcate, per quanto mai al livello di quelle del vicino, Ned Flanders: quando Homer, nella puntata Homer l'eretico, decide di non frequentare più la chiesa, Marge mette in chiaro di essere pronta ad anteporre la propria fede al marito; così come, nell'episodio Lei di poca fede, in cui Lisa si converte al buddismo, Marge non si dà pace, volendo che almeno un Simpson vada in paradiso; infine, nell'episodio Padre, figlio e spirito pratico, Marge vede come Bart abbia iniziato a mettere in pratica gli insegnamenti della scuola cattolica nella quale è stato iscritto e lei, allora, esprime il timore che se il figlio dovesse diventare cattolico, allora finirà in un paradiso diverso dal suo.
Nella puntata della 21ª stagione, Il colore giallo, rivela di essere di origine francese da parte di padre come tradisce d'altronde il suo cognome da nubile Bouvier.
Nell'episodio Marge giocatrice, della 18ª stagione, Marge dichiara di festeggiare il compleanno lo stesso giorno di Randy Quaid, il 1º ottobre; mentre nell'episodio Fuga dal Jet Market della 23ª stagione Lisa ricorda al padre che il 19 marzo è il compleanno di sua madre.

## Personaggio

### Aspetto

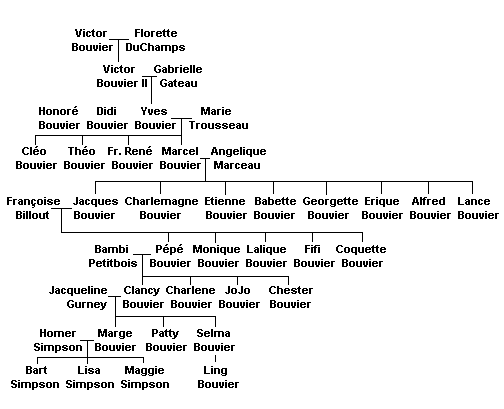
L'albero genealogico dei Bouvier.

La caratteristica principale di Marge sono i suoi lunghi capelli blu, che tiene raccolti in un'acconciatura "a torre" (o "cofana", in inglese beehive), derivante da un misto tra quella della moglie di Frankestein e quella che Margaret Groening portava da giovane. Colore e acconciatura sono rimasti invariati sin da quando Marge era bambina, fino al momento in cui, come viene raccontato nell'episodio Come non eravamo, poco prima di incontrarsi con il giovanissimo Homer, tentò di stirarli (con un ferro da stiro), finendo per bruciarli e presentandosi all'appuntamento con il suo futuro marito bruna (non venendo quindi riconosciuta da Homer nel loro successivo incontro, avvenuto al liceo). Nell'episodio I segreti di un matrimonio felice, infatti, Homer rivela che i capelli di Marge sono "grigio mulo" dall'età di 17 anni, e che in realtà sono tinti come poi si vede nell'episodio L'azzurro e il grigio della 22ª stagione, a differenza di quelli delle sue sorelle che sono rossi per Patty e biondi per Selma, diventati violacei a causa del fumo delle sigarette depositatosi negli anni.
Ha gli occhi marrone (rivelato nella puntata Millhouse l'orfanello), è mancina anche se lo ha sempre nascosto per non sembrare strana agli occhi degli altri (rivelato nella puntata Un incontro con il curling), e ha tatuato sul sedere il nome di suo marito (rivelato nell'episodio Homer il Max-imo), tatuaggio fatto quando i due erano ancora fidanzati.
Afferma lei stessa, nell'episodio Nati per essere sfrenati (La scappatella di Marge), di avere il 47 di piede, quando chiede un paio di scarpe al bancone della pista di bowling, inoltre, in un'altra puntata, si scopre che ha i piedi palmati (un suo grande segreto).
Nella puntata Fuma che ti danza nella 19ª stagione, Marge rivela a Lisa che le è cresciuto un seno per volta, rovinandole l'equilibrio e di conseguenza la carriera da ballerina.
Generalmente indossa un vestito lungo di colore verde che le arriva fino ai polpacci, un paio di scarpe e una collana di perle, questi ultimi entrambi di colore rosso. Solo per andare in chiesa, nelle occasioni speciali o quando fa sport cambia il suo look.

### Talenti
Marge è una pittrice di talento. Durante l'adolescenza era innamorata di Ringo Starr e dipinse un grande numero di suoi ritratti. Gli ha anche scritto, ma ha ricevuto una risposta solo 25 anni più tardi. Dopo aver trovato dei vecchi dipinti di Ringo, Lisa la incoraggia a iscriversi a un concorso d'arte in cui il suo ritratto di Homer ubriaco addormentato sul divano infatti vince un concorso artistico locale. Viene poi assunta da Burns per fare un ritratto di lui. Marge è anche una cuoca di talento, infatti una volta avvia un'impresa di Pretzel, che fiorisce con l'aiuto della mafia.

È famosa per le sue favolose braciole di maiale, il piatto preferito di Homer. Nel corso della serie ha avuto anche diversi lavori come agente immobiliare o imprenditrice, che sono durati poco a causa della sua grande onestà. È stata poliziotta, pasticcera, falegname e in una puntata si dedica al culturismo (essendo stata vittima di uno scippo si chiude in cantina e qui trova dei pesi abbandonati da suo marito). Nella 19ª stagione si scopre che è laureata.

## Impatto culturale
Il 1º ottobre 1990 la rivista statunitense People riportò un'intervista dell'allora first lady americana Barbara Bush nella quale veniva criticata la famiglia Simpson. Gli autori della serie decisero quindi di rispondere alla critica inviando una lettera formale alla first lady.
Recentemente ho letto la sua critica sulla mia famiglia che mi ha ferito molto. Il cielo sa che siamo molto lontani dall'essere perfetti e, a dire la verità, forse siamo un po' lontani dalla normalità; ma come diceva il Dr. Seuss, una persona è una persona. Io cerco di insegnare ai miei figli Bart, Lisa ed anche alla piccola Maggie, di dare sempre alla gente il beneficio del dubbio e di non parlare male di loro, anche se sono ricchi. È difficile far capire loro questo insegnamento mentre la "vera" first lady della nazione non ci chiama solo stupidi ma dice che noi siamo "la cosa più stupida" che lei abbia mai visto. Signora, se noi siamo la cosa più stupida che lei abbia mai visto, Washington deve essere parecchio diversa da quello che mi hanno insegnato al gruppo di attualità della chiesa. Ho sempre pensato nel mio cuore che noi abbiamo molto in comune. Ognuna di noi vive la propria vita per servire un uomo eccezionale. Spero che ci sia un modo per uscire da questa incomprensione. Ho pensato che un primo passo fosse quello di dirle ciò che pensavo.

Con grande rispetto,

Marge Simpson»
La risposta di Washington non si fece attendere e, dimostrando un buon senso dell'umorismo, Barbara Bush rispose a sua volta con una lettera:
sei stata molto gentile a scrivermi. Sono contenta che tu abbia espresso i tuoi pensieri. Stupidamente non pensavo potessi averne.

Sto guardando una tazza decorata con una vostra immagine. Nella figura i tuoi capelli blu sono pieni di uccellini rosa. Evidentemente tu e la tua deliziosa famiglia – Lisa, Homer, Bart e Maggie – siete in campeggio. È una scena familiare molto carina. È chiaro che siete un bell'esempio per il paese. Ti prego di perdonarmi se mi sono lasciata andare e ho parlato senza pensare.

Con affetto

Barbara Bush

P.s. Homer è proprio un bell'uomo!»